# Schloss Altsohl

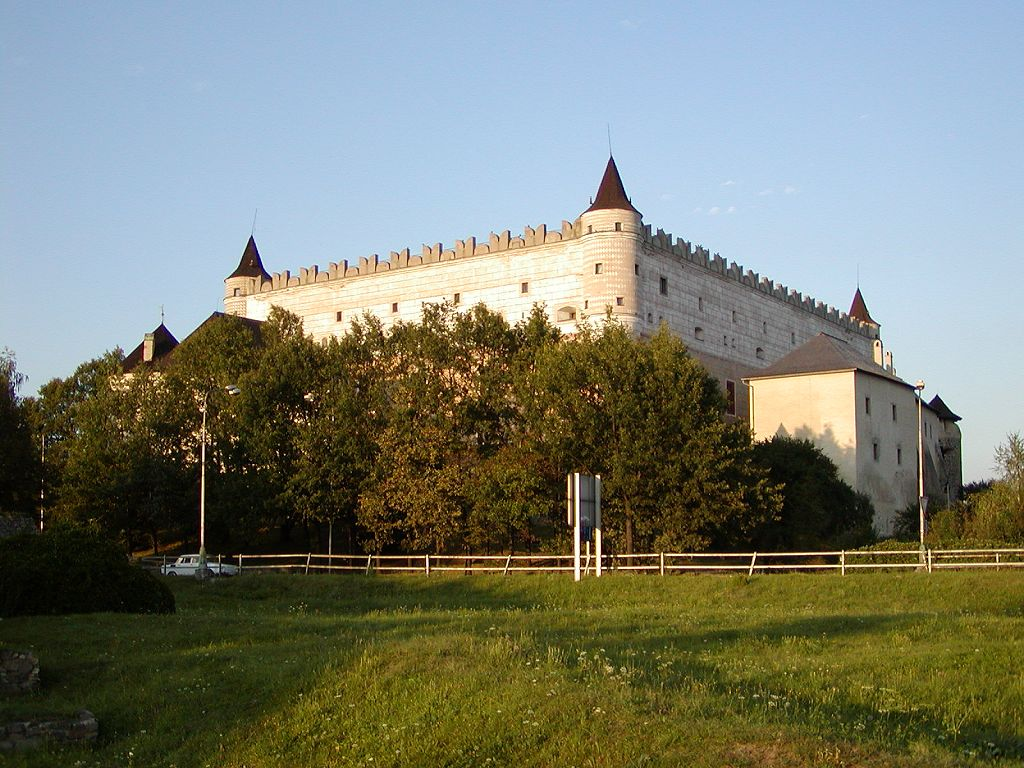
Schloss Altsohl

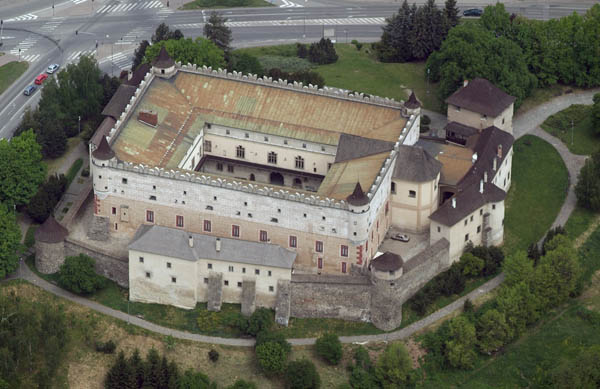

Das Schloss Altsohl (slowakisch Zvolenský zámok bzw. fälschlich oft Zvolenský hrad) ist ein mittelalterliches Schloss, welches auf einem Berg nahe der Innenstadt von Zvolen (deutsch Altsohl), einer Stadt in der Mittelslowakei, liegt.
Der ursprüngliche Komitatssitz war die Burg Pustý hrad, welche oberhalb des Zusammenflusses von Hron und Slatina südlich der Stadt auf einem bewaldeten Bergrücken lag und im 12. Jahrhundert erbaut wurde.
Durch seinen ungünstigen Zugang wurde die Verwaltung in das neu erbaute Schloss, welches Ludwig der Große als Jagdschloss erbauen ließ, verlegt. Die gotische Architektur des zwischen 1360 und 1362 erbauten Schlosses lehnt sich an das Aussehen italienischer Schlösser des 14. Jahrhunderts an, auch beim Umbau 1548 im Renaissance-Stil übernahmen die italienischen Steinmetze Anregungen von Vorbildern aus der Heimat. 
1638 übernahm Baron Pavol Esterházy die gesamte Herrschaft Altsohl. 1784 wurde das Schloss erneut, diesmal vor allem die Kapelle im Barock-Stil, umgebaut. Die Zinnenattika, welche bei den Barockisierungen zerstört wurde, stellte man bei den Renovierungsarbeiten 1894–1906 wieder her, nach dem Ersten Weltkrieg wurde das Gebäude als Forstmuseum verwendet. Im Zweiten Weltkrieg wurde das Gebäude stark beschädigt. Erst eine zeitraubende und kostspielige Wiederherstellung in der Zeit von 1956 bis 1969 ließen wieder eine neuerliche Nutzung als Museum zu.
Heute befindet sich im Schloss die Slowakische Nationalgalerie mit Bildern von zum Beispiel Rubens, Paolo Veronese und William Hogarth sowie eine bekannte Teestube.